# آرتم تایشچنکو
آرتم تایشچنکو (اوکراینی: Артем Тищенко؛ زادهٔ ۲۲ دسامبر ۱۹۹۳) ورزشکار دوگانه اهل اوکراین است. وی از ورزشکاران دوگانه در بازی‌های المپیک زمستانی بوده است.